# Jenny Owen Youngs
Jenny Owen Youngs (22 november 1981) is een Amerikaanse singer-songwriter uit Montclair. Ze woont in Brooklyn.

## Carrière
Youngs speelde fluit op de basisschool en tuba op Junior High School. Op haar veertiende begon ze met gitaarspelen. Ze studeerde 'Studio Composition' aan Purchase College in New York. In 2005 bracht ze zelf haar eerste album Batten the Hatches uit. In 2006 werd het liedje Fuck Was I gebruikt in de eerste aflevering van het tweede seizoen van de televisieserie Weeds. Hierna werd Batten the Hatches opnieuw uitgebracht, met nieuwe albumvormgeving en toevoeging van Drinking Song, door het Canadese label Nettwerk. Fuck Was I kreeg een plekje op de soundtrack van Weeds. Ook wordt ze meerdere malen genoemd op de blog van Perez Hilton.
Naast haar solocarrière is ze lid van de band The Robot Explosion, samen met Bess Rogers, Andrew Futral en Saul Simon-MacWilliams. Samen met Rogers en Futral doet ze de podcast Once More With Feeling, genoemd naar de musicalaflevering van Buffy the Vampire Slayer.
Op 26 mei 2009 bracht ze haar tweede album uit Transmitter Failure. Ook werkte ze mee aan het eerste album van Bell Horses. Bell Horses is tot stand gekomen door samenwerking van Xian Hawkins en Futral. Het album This Love Last Time kwam uit op 13 oktober. Ze nam een cover op van Have you Forgotten, een nummer van de Red House Painters. Het wordt gebruikt op het album Sing Me To Sleep - Indie Lullabies, die in het voorjaar van 2010 moet uitkomen. De opbrengst van de cd is voor het goede doel.
Ze toerde met onder anderen Vienna Teng, Jukebox the Ghost, Greg Laswell, William Fitzsimmons, Kevin Devine en Regina Spektor.

## Discografie

### Albums
- Batten the Hatches, (2005) eigen beheer, UK (juni 2007), US (10 april 2007) Nettwerk
- Transmitter Failure, (26 mei 2009), Nettwerk
- Night Shift, (November 15, 2019), Fisher and Porcupine

### Singles
- Dave House/Jenny Owen Youngs Split, april 2007 (Gravity DIP Records)
- Fuck Was I UK single, mei 2007 (Nettwerk Music Group)

### Ep
- The Take Off All Your Clothes EP, 12 maart 2007
- Led to the Sea EP, 7 april 2009

### Demos
- The Scrappy Demo, 2004

### Samenwerking
- This Love Last Time - Bell Horses, 13 oktober 2009
- Sing Me To Sleep - Indie Lullabies - Various Artists, 18 mei 2010